# تشكيلات متطوعي أزيري وافين أس أس

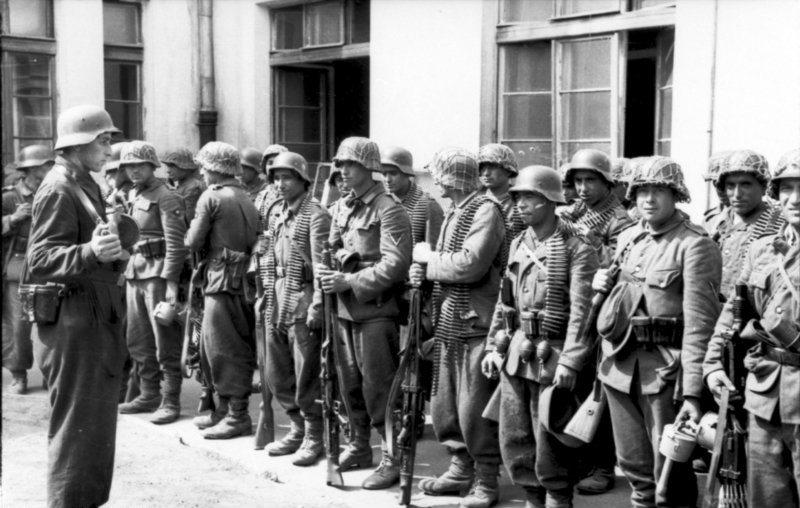
متطوعون أذريون في وارسو.

التشكيلات التطوعية الأذرية أس أس تم تجنيدهم من أسرى الحرب وخاصة من الاتحاد السوفياتي، وكذلك من البلدان التي ضمها الاتحاد السوفيتي بعد عام 1939. وتم تنظيمها لمحاربة الاتحاد السوفيتي إلى جانب ألمانيا النازية.

## أصول
أنتجت الانتصارات الأولية الشاملة لعملية بارباروسا مئات الآلاف من الجنود الأسرى غير الروس في المعتقلات النازية الابعة للجيش الألماني. كلهم كانوا جائعين والكثير منهم ماتو جوعا. في ثمانية أشهر فقط من 1941-1942، قتلت الجيوش الألمانية ما يقدر بنحو 2.8 مليون أسير حرب سوفييتيمن الجو والإعدام. كانت الظروف في معسكرات الأعتقال فظيعة. "لم تكن هناك ثكنات أو مساكن دائمة. كانت المخيمات مجرد مناطق مفتوحة مسيجة بأسلاك شائكة. كان على السجناء الاستلقاء تحت أشعة الشمس ثم في الطين وفي الخريف - مع درجات حرارة منخفضة تصل إلى 30 درجة مئوية تحت الصفر" إمكانية التجميد حتى الموت". 
كانت بدايات تجنيد الاجانب محاطة بسرية كبيرة، خوفًا من هتلر الذي عارض بشكل قاطع أي شكل من أشكال مشاركة المواطنين السوفيت في الحرب ضد روسيا. لكن احتياجات الجيش على الجبهة الشرقية دفعت القادة الألمان إلى قبول خدمات المتطوعين في قتال النظام السوفيتي حتى ضد أوامر القيادة العليا الواضحة. 
وكان عشرات الآلاف منهم من المسلمين، حيث جاء معظمهم من الاتحاد السوفيتي. في ديسمبر 1941، أمرت مذكرة سرية للغاية بأن تقوم القيادة العليا للفيرماخت بإنشاء وحدتين مسلمتين: الفيلق التركستاني، الذي يتكون من متطوعين مسلمين من آسيا الوسطى؛ مثل التركمان والأوزبك والكازاخ وقيرغيز وقرقلباغيون والطاجيك وKaukasisch-Mohammedanische فيلق من المتطوعين مسلمي القوقاز. مثل الأذريين وداغستان والأنغوش ولزجين. 
كان المغازلة الألمانية للمسلمين السوفيت جزءًا من مخططات هتلر لجلب تركيا إلى جانبه وتعزيز السيطرة على حقول النفط في الشرق الأوسط وباكو. أكثر المسلمين السوفيت الذين خدموا مع الألمان كانوا التركستان. تم دمج المتطوعين التركستانيين الأوائل ككتيبة واحدة من الفرقة الصخرية 444 في نوفمبر 1941، وأصبحوا قوة مساعدة لمساعدة الألمان في قتال الثوار المحليين. تم تعيين الرائد أندرياس ماير مادير كقائد للكتيبة 444. كان ماير مادير، النمساوي، قد خدم في أركان جيش تشيانغ كاي شيك القومي الصيني قبل الحرب العالمية الثانية. 
وفقًا لجريدة أرجومنتي أي فاكتي، قاتل 40.000 مواطن أذربيجاني من أجل الرايخ الثالث، بينما تم تجنيد 700،000 أذربيجاني في جيوش الاتحاد السوفيتي. 